# Marco Casanova
Marco Casanova (* 7. Juni 1976 in Chur) ist ein ehemaliger Schweizer Skirennfahrer. Er fuhr fast ausschliesslich Slalomrennen, gelegentlich auch Riesenslaloms.

## Biografie
Casanova wuchs in Obersaxen in der Surselva auf. Er begann seine Karriere mit Einsätzen bei FIS-Rennen und im Europacup. Bei den Juniorenweltmeisterschaften 1995 in Voss gewann er die Silbermedaille im Slalom. Am 15. Dezember 1997 startete er in Sestriere erstmals in einem Weltcuprennen.
Die ersten Weltcuppunkte holte Casanova am 18. Januar 1998 als 18. des Slaloms von Veysonnaz. Im selben Jahr nahm er auch an den Olympischen Winterspielen in Nagano teil, wo er sich aber nicht klassieren konnte. Das beste Weltcup-Ergebnis erzielte er am 13. März 1999 in der Sierra Nevada, als er im Slalom auf den dritten Platz fuhr. In den folgenden Jahren etablierte sich Casanova im Mittelfeld, doch nur noch einmal gelang es ihm, sich unter den besten zehn zu platzieren. Ende der Saison 2003/04 erklärte er seinen Rücktritt vom Spitzensport.

## Erfolge

### Weltmeisterschaften
- Vail/Beaver Creek 1999: 13. Slalom
- St. Anton 2001: 24. Slalom

### Juniorenweltmeisterschaften
- Voss 1995: 2. Slalom

### Weltcup
- 1 Podestplatz, 1 weitere Platzierung unter den besten zehn

### Weitere Erfolge
- 2 Podestplätze im Europacup
- 16 Siege bei FIS-Rennen